# Propargylique

Groupe propargyle.

Groupe homopropargyle.

En chimie organique, le terme propargylique désigne :
- une position saturée (hybride sp3) sur un squelette moléculaire voisinnant un groupe alcyne ;
- un fragment 2-propynyle, HC{\displaystyle \equiv }C-CH2-, par exemple dans l'alcool propargylique, ou homologue substitué.

Le terme homopropargylique désigne de la même manière :
- une position saturée sur un squelette moléculaire voisinnant une position propargylique et donc à deux liaisons d'un groupe alcyne ;
- un fragment HC{\displaystyle \equiv }C-CH2CH2-, ou homologue substitué.